# Crockett (Texas)
Crockett ist eine Stadt und County Seat des Houston County im US-amerikanischen Bundesstaat Texas. Das U.S. Census Bureau hat bei der Volkszählung 2020 eine Einwohnerzahl von 6.332 auf einer Fläche von 23 km² ermittelt.
Crockett ist Teil der sozioökonomischen Region Ark-La-Tex, die Teile der vier Bundesstaaten Arkansas, Louisiana, Oklahoma und Texas umfasst.

## Geographie
Crockett liegt im Osten des Bundesstaates Texas im Süden der Vereinigten Staaten. Etwa zehn Kilometer östlich der Stadt befindet sich der 650 Quadratkilometer große Davy Crockett National Forest, etwa 60 Kilometer südlich liegt der 660 Quadratkilometer große Sam Houston National Forest. Weiter östlich liegen außerdem der Angelina National Forest sowie der Sabine National Forest. Crockett liegt im Süden einer weitläufigen Seenlandschaft, die sich vom Nordosten Oklahomas bis zum Golf von Mexiko zieht.
Nahegelegene Städte sind unter anderem Latexo (5 km nördlich), Cooper (12 km südwestlich), Grapeland (15 km nördlich) und Lovelady (18 km südlich). Nächste größere Stadt ist mit etwa 2,1 Millionen Einwohnern das etwa 135 Kilometer südlich entfernt gelegene Houston.

## Geschichte
Die Stadt wurde nach dem Politiker und Kriegshelden Davy Crockett benannt, der nahe dem heutigen Stadtgebiet auf seinem Weg zur Schlacht von Alamo kampierte. Dieser Ort befand sich nahe einer früh angelegten Eisenbahntrasse. Eine wohlhabende Familie aus Tennessee spendete dieses Land der Stadt und benannte sie anschließend in Crockett. Die Stadt wurde 1837 offiziell in das County und den Bundesstaat eingemeindet. Im folgenden Jahr wurde das erste Postamt errichtet. 1839 wurde die Stadt von zwei Indianerstämmen überfallen. Während des Bürgerkrieges war die Stadt ein Trainingszentrum für Wehrpflichtige.
1872 wurde die Stadt an den Eisenbahnverkehr angeschlossen, was es auch ermöglichte, die lokalen Holzvorkommen zu nutzen und zu regionalen Märkten zu transportieren. 1885 hatte die Stadt 1200 Einwohner. Im Jahr darauf wurde die erste Schule für schwarze Frauen eröffnet und blieb bis 1972 in Betrieb. 1904 startete der Braunkohlebergbau, der seinen wirtschaftlichen Höhepunkt bereits 1910 erreichte. Die Holzressourcen waren in den 1920er Jahren erschöpft. Bis 1936 wuchs die Einwohnerzahl auf 4500. Während die Einwohnerzahlen im übrigen Texas während des Zweiten Weltkrieges stetig sanken, nahmen sie in Crockett zu, 1960 waren es bereits 5000 Einwohner.
In den 1960er Jahren wurde einer der ersten Straßenringe der Vereinigten Staaten um Crockett herum gebaut. Nach Fertigstellung dessen erlebte die lokale Wirtschaft einen Aufschwung, da entlang der Trassen zahlreiche neue Einzelhandelsflächen zur Verfügung standen.

## Verkehr
Im Stadtzentrum von Crockett treffen verschiedene Fernverkehrsstraßen aufeinander. Zum einen verläuft vom Norden in den Südwesten der Stadt der U.S. Highway 287, der von Montana im Norden bis in den Süden von Texas auf einer Länge von 2882 Kilometern durch fünf Bundesstaaten führt. Vom Norden bis ins Stadtzentrum auf gleicher Trasse und weiter Richtung Süden verläuft der Texas State Highway 19 von Paris nach Huntsville. Vom Westen in den Osten der Stadt verläuft der Texas State Highway 7 von Bruceville-Eddy nach Joaquin. Vom Südwesten in den Nordosten der Stadt führt außerdem der Texas State Highway 21 von San Marcos nach Milam. Sämtliche Trassen treffen im Stadtzentrum aufeinander. Etwa zwei Kilometer außerhalb dessen verläuft ringförmig der Texas State Highway 304 als Entlastungsring um die Stadt.
Zwei Kilometer östlich der Stadt befindet sich der Houston County Airport, der überwiegend vom regionalen Flugverkehr bedient wird. Er verfügt über eine 1219 Meter lange Start- und Landebahn und wickelt jährlich etwa 6600 Flugbewegungen ab.

## Demographie
Die Volkszählung 2000 ergab eine Einwohnerzahl von 7141 Menschen, verteilt auf 2672 Haushalte und 1747 Familien. Die Bevölkerungsdichte lag bei 311 Bewohnern pro Quadratkilometer. 48,5 % der Bevölkerung waren Weiße, 44,7 % Schwarze, 0,5 % Asiaten, 0,4 % Indianer und 0,1 % Pazifische Insulaner. 4,8 % entstammten einer anderen Ethnizität, 1,1 % hatten zwei oder mehr Ethnizitäten, 10,5 % waren Hispanics oder Lateinamerikaner jedweder Ethnizität. Auf 100 Frauen kamen 86 Männer. Das Durchschnittsalter lag bei 35 Jahren, das Pro-Kopf-Einkommen betrug 11.708 US-Dollar, womit fast 34 % der Bevölkerung unterhalb der Armutsgrenzen lebten.
Bis zur Volkszählung 2010 sank die Einwohnerzahl auf 6950.